# Ceryx salutatoria
Ceryx salutatoria là một loài bướm đêm thuộc phân họ Arctiinae, họ Erebidae.